# Фёдоровский сельский совет (Приазовский район)
Фёдоровский сельский совет (укр. Федорівська сільська рада) — входит в состав
Приазовского района
Запорожской области
Украины.
Административный центр сельского совета находится в 
с. Фёдоровка.

## История
- 1992 — дата образования.

## Населённые пункты совета
- с. Фёдоровка